# La boulangère a des écus (opéra bouffe)
Pour les articles homonymes, voir La boulangère a des écus (homonymie).
Personnages
- Margot
- Toinon, cabaretière
- Ravannes, page du duc d'Orléans
- Bernadille, coiffeur
- Flammèche
- Coquebert, suisse
- Délicat
- Le commissaire
- Un financier
- Pacot, sergent
- Jacquot
- Un voleur
- Mme de Parabère
- Mme de Sabran
- Mme de Phalaris
- De Breuil, page du duc d'Orléans
- De Brion, page du duc d'Orléanse
- de Quercy, page du duc d'Orléans
- Le capitaine des Suisses
- Pages, boulangères, grisette.

 La boulangère a des écus  est un opéra bouffe en trois actes de Jacques Offenbach, sur un livret d'Henri Meilhac et Ludovic Halévy, créé le 19 octobre 1875 aux théâtre des Variétés. Une seconde version en trois actes et quatre tableaux a été représentée le 27 avril 1876, toujours aux Variétés.

## Genèse
Le titre s'inspire d'une chanson du poète et chansonnier Pierre Gallet, adaptée au théâtre sous forme de comédie-vaudeville par Théaulon, Gabriel et Desnoyer en 1838 aux Variétés, puis de drame par Jules de Prémaray, musique d'Hippolyte Gondois, en 1855 à la Porte-Saint-Martin.

## Résumé
La scène se passe à Paris en 1718, sous la régence de Philippe d'Orléans.
Acte I
Lieu : une place de Paris. Sur cette place, le cabaret de Toinon
Une bande de voleurs s'introduit sur la place afin d'y réaliser quelques bon coups, Après avoir détroussé un riche financier, ils tentent en vain d'en faire de même avec les pages du régent : ceux-ci, sortant de chez la Cydalise, n'ont en effet plus un sou.
Arrive alors Bernadille, le fiancé de Toinon, poursuivi par la police pour avoir participé à une tentative d'enlèvement du régent (la conspiration de Cellamare). Alors qu'il cherche refuge chez son amie, celle-ci hésite d'abord à lui ouvrir sa porte, car, sans nouvelle de lui depuis huit jours, elle pense qu'il l'a trompée. Après qu'il s'est justifié, Toinon accepte de le cacher. Mais la police arrive et le commissaire commence à interroger Toinon. Celle-ci s'évanouit aussitôt, ce qui met la puce à l'oreille du commissaire.
À ce moment arrive Margot, une riche boulangère qui est la meilleure amie de Toinon. Ayant fait fortune grâce au système de Law (John Law de Lauriston est l'inventeur du billet de banque), elle ne se déplace qu'en chaise à porteurs, précédée de deux laquais et d'un garde suisse (Criquebert). Toinon supplie son amie de tirer Bernadille des griffes de la police. Margot accepte et remplace Bernadille par Criquebert, qui est arrêté.
Acte II
Lieu : la boulangerie de Margot
Bernadille est caché dans la boulangerie, déguisé en mitron. Margot, dont il est devenu l'amant, lui apprend que tous les conspirateurs ont été arrêtés ou exilés, et lui reproche ses imprudences (il se montre à l'extérieur alors qu'il peut être reconnu).
Arrivent alors les deux inspecteurs de police Flammèche et Délicat, déguisés en livreurs de farine (auparavant ils livraient du charbon, mais c'était trop salissant). Puis le commissaire, qui reproche à Margot sa supercherie et ordonne que la boulangerie soit fouillée. Afin de démasquer le coupable, il demande à Criquebert de désigner Bernadille. Mais Criquebert, pour ne pas froisser Margot dont il est secrètement amoureux, ne reconnaît personne, au grand dam du commissaire.
Arrive Toinon, accompagnée de ses grisettes. Elle est furieuse contre Margot, qui lui a ravi son amant. Les grisettes demandent à Bernadille de choisir entre ses deux maîtresses. Celui-ci, après quelques hésitations, choisit Toinon.
Pour se venger de l'affront, Margot livre Bernadille au commissaire. Elle en éprouve aussitôt des remords, mais il est trop tard, et Bernadille est emmené par les policiers.
Acte III
Lieu : le poste des soldats du guet
Un mercier vient se plaindre du trouble causé par une bande de jeunes gens. Le commissaire envoie quelques-uns de ses hommes pour les arrêter. Malheureusement, ces jeunes sont les pages du régent, qu'il doit relâcher aussitôt.
Bernadille, amené par Flammèche et Délicat, est enfermé dans un cachot dont il cherche par tous les moyens à s'évader.
Arrive Toinon, qui souhaite voir le commissaire, mais celui-ci est sorti pour aller voir le lieutenant de police. Les pages lui proposent d'aller demander la grâce de Bernadille auprès du régent. Toinon hésite, connaissant le caractère plutôt libertin du régent, mais elle finit par céder et part avec les pages.
Pendant ce temps, Bernadille tente à nouveau de s'évader par la cheminée, mais, poursuivi par les policiers, il entre dans une cheminée qui est...celle du poste de guet !
Sur ces entrefaites, arrive Margot qui sert à boire aux policiers, puis leur propose de les acheter afin de faire sortir Bernadille (qui est reparti dans la cheminée pour tenter une nouvelle évasion).
Le commissaire revient et veut refaire enfermer Bernadille. Mais ses deux inspecteurs, soudoyés par Margot, le neutralisent et l'enferment dans le cachot. Toinon revient également avec la grâce signée par le régent.
Tout est donc bien qui finit bien. Toinon épousera Bernadille, Margot épousera Criquebert, et l'honneur du commissaire est sauf.

## Distribution originale
- Marie Aimée puis Thérésa : Margot
- Paola Marié : Toinon, cabaretière
- Mlle Heumann : Ravannes, page du duc d'Orléans (rôle travesti)
- José Dupuis : Bernadille, coiffeur
- Jean Berthelier : Flammèche
- Baron : Coquebert, suisse
- Léonce : Délicat
- Étienne Pradeau : le Commissaire
- Daniel Bac : un financier
- Gaussins : Pacot, sergent
- Noirot : Jacquot
- Bordier : un voleur
- Mlle Angèle : Mme de Parabère
- Mlle Edmée : Mme de Sabran
- V. Klein : Mme de Phalaris
- Mlle Delorme : De Breuil, page du duc d'Orléans (rôle travesti)
- Mlle Ghinassi : De Brion, page du duc d'Orléanse (rôle travesti)
- Estelle Lavigne : de Quercy, page du duc d'Orléans (rôle travesti)
- Mlle Clerville : un page (rôle travesti)
- Mlle Daix : un page (rôle travesti)
- Mlle Dieule : un page (rôle travesti)
- Mlle Maria : un page (rôle travesti)
- Mlle Stella : un page (rôle travesti)
- Mlle Valpré : un page (rôle travesti)
- Mlle Germain : le capitaine des Suisses (rôle travesti)
- Mlle Billy : une boulangère
- Mlle Deflars : une boulangère
- Mlle Geffroy : une boulangère
- Julia H. : une boulangère
- Mlle Lefebvre : une boulangère
- Mlle Pèra : une boulangère
- Mlle Estradère : une grisette

## Numéros musicaux (version de 1875)
- Ouverture

### Acte I
- no 1 Scène et couplets de Ravannes
- [n°1 bis Musique de Scène] (non mentionnée dans la table)
- no 2 Duo - Toinon, Bernadille
- no 3 Chœur de la Halle et couplets du Commissaire
- no 4 Chœur et couplets de Margot
- [n°4 bis Musique de Scène] (non mentionnée dans la table)
- no 5 Romance - Toinon
- no 6 Final

### Acte II
- Entr'acte
- no 7 Chœur et couplets de Bernadille
- [n°7 bis Chœur de sortie] (non mentionnée dans la table)
- no 8 Romance - Margot
- no 9 Couplets des fariniers - Margot, Bernadille, Flammèche, Délicat
- [n°9 bis Sortie des fariniers] (non mentionnée dans la table)
- no 10 Morceau d'ensemble
- no 11 Couplets - Margot, Bernadille, Coquebert
- no 12 Final

### Acte III
- Entr'acte
- no 13 Chœur des soldats
- no 14 Scène des pages - Ravannes, les pages
- no 15 Couplets - Toinon, Ravannes, les pages
- no 16 Scène et couplets du Coco - Margot
- [n°16 bis Musique de Scène] (non mentionnée dans la table)
- no 17 Final

## Numéros musicaux (version de 1876 - rôle de Margot modifié pour Théresa)
- Ouverture

### Acte I
- no 1 Scène et couplets de Ravannes
- [n°1 bis Musique de Scène] (non mentionnée dans la table)
- no 2 Duo - Toinon, Bernadille
- no 3 Chœur de la Halle et couplets du Commissaire (mentionné comme passé au théâtre car les couplets du Commissaire font doublon avec le nouveau N°16 couplets de la Parabère)
- no 4 Chœur et couplets de Margot
- [n°4 bis Musique de Scène] (non mentionnée dans la table)
- no 5 Romance - Toinon
- no 6 Final

### Acte II
- Entr'acte
- no 7 Chœur et scène (les couplets de Bernadille sont supprimés et remplacés par le N°8 qui s'enchaîne à ce numéro)
- no 8 Ronde de Manon Frelu - Margot
- [n°8 bis Chœur de sortie] (non mentionnée dans la table)
- no 9 Couplets des fariniers - Margot, Bernadille, Flammèche, Délicat
- [n°9 bis Sortie des fariniers] (non mentionnée dans la table)
- no 10 Morceau d'ensemble
- no 11 Couplets - Margot, Bernadille, Coquebert
- no 12 Final (différent de la version 1875)

### Acte III
- Entr'acte

#### Premier tableau
- no 13 Chœur des soldats (raccourci par rapport à la version de 1875)
- no 14 Scène des pages - Ravannes, les pages
- no 15 Couplets - Toinon, Ravannes, les pages
- [n°15 bis Musique de scène] (non mentionnée dans la table)

#### Deuxième tableau
- no 16 Couplets - Mme de Parabère (l'édition mentionne que les couplets peuvent être chantés par Ravannes - le numéro est précédé d'un chœur non mentionné)
- [n°16 bis Musique de scène] (non mentionnée dans la table)
- [n°16 ter Musique d'entrée] (non mentionnée dans la table)
- no 17 Couplets de Margot
- no 18 Final (différent de la version de 1875)

## Accueil
Le public, fort curieux de revoir le trio Offenbach, Meilhac et Halévy réuni à nouveau, attend avec impatience et curiosité cette nouvelle pièce à l’hiver 1875. Force est cependant de constater que le livret comme Marie Aimée (créatrice du rôle de Margot) ne sont pas à la hauteur, et l’ouvrage est retiré de l’affiche après 47 représentations. Halévy lui même écrira dans ses carnets : « nous faisons La Boulangère, une pièce plate et banale qui ne pouvait réussir ni tomber; ce qui est arrivé ».
Malgré cet apparent insuccès, la pièce est reprise, sensiblement remaniée (avec l’ajout d’un quatrième tableau et de la musique nouvelle) en avril 1876. 
Thérésa, pour qui le rôle de Margot a été réécrit, fera triompher la pièce avec son interprétation de la boulangère, et la lancera dans une série de représentations mémorables. 
Ce succès parisien amènera à la création de la pièce au Carltheater de Vienne le 17 février 1877, sous le titre de Margot, die reiche Bäckerin (« Margot, la riche boulangère »). 

## Discographie
- La Boulangère a des écus, Lina Dachary, Claudine Collart, Aimé Doniat, Lucien Huberty, Raymond Amade, Orchestre lyrique de l'ORTF, Jean-Paul Kreder (dir.) - INA 103 00084 - il s'agit de la version de 1876 : les numéros 1bis, 3, 4bis, 13, 15bis, 16bis et 16ter sont coupés